# كراب غريتش
كراب غريتش (بالإنجليزية: Crap Grisch)‏ هو أحد جبال سلسلة جبال الألب ليبونتيني وجزء من القمة الأم بيز تومول يقع في كانتون غراوبوندن، سويسرا. يبلغ ارتفاع الجبل حوالي 2861 متر، بينما يبلغ ارتفاع نتوء الجبل 275 متر.